# G10 (WTO)
Die G10 ist eine lose Verbindung einiger Staaten, die im Vorfeld des WTO-Gipfels in Cancún im Jahre 2003 gegründet wurde. Ihr gehören mittlerweile elf Staaten an, die gemeinsam 13 % der weltweiten Agrarimporte repräsentieren und ein besonderes Interesse an der Aufrechterhaltung von Importzöllen und anderen Maßnahmen zum Schutz der eigenen landwirtschaftlichen Produktion haben. Sie lehnen eine vollständige Liberalisierung des Welthandels ab. 

## Mitglieder
Die Schweiz übernimmt innerhalb der Gruppe die Koordination, weitere Mitglieder sind Liechtenstein, Japan, Südkorea, Bulgarien, Taiwan, Island, Israel, Norwegen und Mauritius.